# Antonio de Pereda

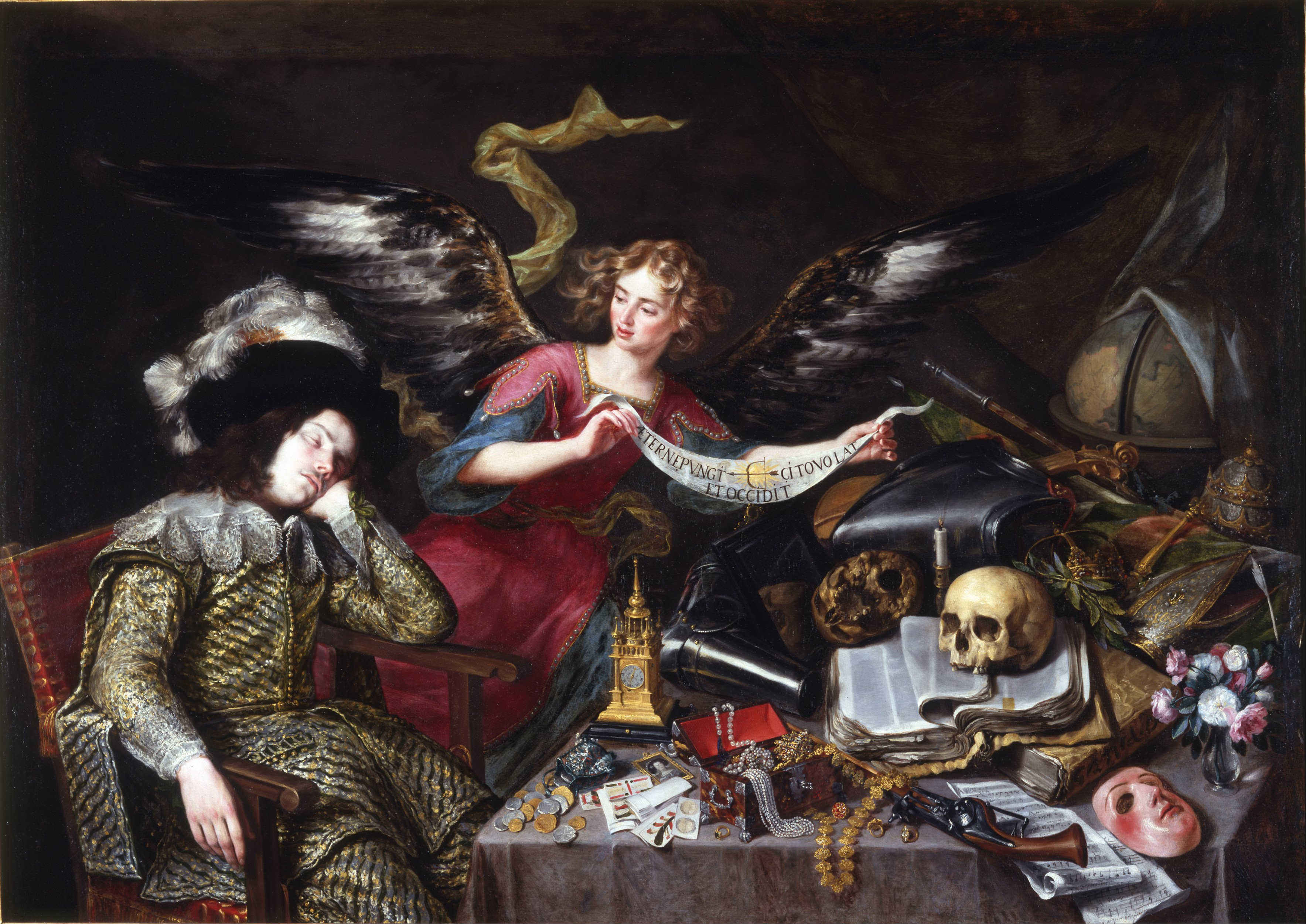
De droom van een ridder door Antonio de Pereda, ongedateerd (waarschijnlijk na 1650), Real Academia de Bellas Artes de San Fernando, Madrid

Antonio de Pereda (1611 - 1678) was een Spaans schilder.
De schilder, die geboren werd in Valladolid, verhuisde in 1627 naar Madrid. Het was in deze stad waar zijn talenten werden opgemerkt door G.B. Crescenzi, een Italiaanse edelman die werkzaam was als architect aan het hof van Filips IV. Zijn eerste bekende werk, uit 1634, is dan ook een opdracht voor het Buen Retiro-paleis in Madrid. Na de dood van Crescenzi werkte Pereda alleen nog voor religieuze en particuliere opdrachtgevers.
De stijl van Pereda kenmerkt zich door de gedetailleerde weergave van de werkelijkheid en isolatie van de losse componenten die samen met andere componenten één geheel vormen in de compositie. Dit was kenmerkend voor de Spaanse bodegónes.

## De droom van een ridder
Dit schilderij (zie afbeelding) was in het bezit van Manuel de Godoy, prins van de vrede en machtig minister onder koning Karel IV. Het verhuisde naar het Musée Napoléon om in 1816, na het einde van het bewind van de keizer, terug te keren naar Spanje.
Antonio Pereda's De droom van een ridder heeft de ijdelheid als thema, in de schilderkunst een vanitas genoemd. Een engel waarschuwt de jongeman in zijn droom voor de wereldlijke goederen: verleidelijk en van korte duur. De kandelaar die net is uitgedoofd stelt het leven voor met al zijn weelde, macht, ijdelheden en plezieren, gesymboliseerd via de afgebeelde voorwerpen. Dat alles verdwijnt bij tegenslag, de tijd en de dood.
De engel toont hem een tekst: Aeterne pungt, cito volat et occidit (Het keert steeds, slaat snel toe en doodt).
- Biblioteca Nacional de España: XX1599057
- Gemeinsame Normdatei: 130668885
- International Standard Name Identifier: 0000 0001 1947 7739
- Library of Congress Control Number: nr00039597
- Nationale Bibliotheek van Israël: 987007378870405171
- Nederlandse Thesaurus van Auteursnamen: 068356552
- RKD-Nederlands Instituut voor Kunstgeschiedenis: 62646
- Système universitaire de documentation: 163988552
- Union List of Artist Names: 500030630
- Virtual International Authority File: 25717891
- WorldCat: E39PBJbxDwHcTM9fhgQvrTWVYP